# Super Bowl XV
A Super Bowl XV az 1980-as NFL-szezon döntője volt. A mérkőzést New Orleansban, a Louisiana Superdome-ban játszották 1981. január 25-én. A mérkőzést az Oakland Raiders nyerte.

## A döntő résztvevői
A Oakland Raiders 11–5-ös teljesítménnyel zárt az AFC konferenciában, így negyedik kiemeltként jutott a rájátszásba. A wild card-fordulóban a Houston Oilers ellen győzött hazai pályán. A konferencia-elődöntőben idegenben a második kiemelt Cleveland Browns ellen, majd a konferencia-döntőben újra idegenben az első kiemelt San Diego Chargers ellen győztek. A Raiders harmadszor játszhatott Super Bowlt.
A Philadelphia Eagles az alapszakaszból 12–4-es mutatóval került a rájátszásba az NFC második kiemeltjeként. A konferencia-elődöntőben otthon a Minnesota Vikings ellen, majd a konferencia-döntőben is hazai pályán a Dallas Cowboys ellen győzött. Az Eagles először jutott el a Super Bowlig.

## A mérkőzés
A mérkőzést 27–10-re a Oakland Raiders nyerte, amely története második Super Bowl-győzelmét aratta. A legértékesebb játékos díját a Raiders irányítója, Jim Plunket kapta.
| N | Idő   | Drive | Drive | Drive     | Csapat  | Play leírása                                                                          | Pont    | Pont   |
| N | Idő   | Play  | Yard  | Időtartam | Csapat  | Play leírása                                                                          | Raiders | Eagles |
| - | ----- | ----- | ----- | --------- | ------- | ------------------------------------------------------------------------------------- | ------- | ------ |
| 1 | 8:56  | 7     | 30    | 4:16      | Raiders | Touchdown. Cliff Branch 2 yardos átadás Jim Plunkett-tól, Chris Bahr jutalomrúgás.    | 7       | 0      |
| 1 | 0:09  | 3     | 86    | 0:57      | Raiders | Touchdown. Kenny King 80 yardos átadás Jim Plunkett-tól, Chris Bahr jutalomrúgás.     | 14      | 0      |
|   |       |       |       |           |         |                                                                                       |         |        |
| 2 | 10:28 | 8     | 61    | 4:41      | Eagles  | Mezőnygól. Tony Franklin 30 yardról.                                                  | 14      | 3      |
|   |       |       |       |           |         |                                                                                       |         |        |
| 3 | 12:24 | 5     | 76    | 2:36      | Raiders | Touchdown. Cliff Branch 29 yardos átadás Jim Plunkett-tól, Chris Bahr jutalomrúgás.   | 21      | 3      |
| 3 | 4:35  | 7     | 40    | 3:45      | Raiders | Mezőnygól. Chris Bahr 46 yardról.                                                     | 24      | 3      |
|   |       |       |       |           |         |                                                                                       |         |        |
| 4 | 13:59 | 12    | 88    | 5:36      | Eagles  | Touchdown. Keith Krepfle 8 yardos átadás Ron Jaworskitól, Tony Franklin jutalomrúgás. | 24      | 10     |
| 4 | 8:29  | 11    | 72    | 5:30      | Raiders | Mezőnygól. Chris Bahr 35 yardról.                                                     | 27      | 10     |